# Мукажаи
 Тази статия е за града в Бразилия.  За едноименната река вижте Мукажаи (река).  
Мукажаи е град — община в западната част на бразилския щат Рорайма. Общината е част от икономико-статистическия микрорегион Каракараи, мезорегион Южна Рорайма. Населението на Мукажаи към 2010 г. е 14 814 души, а територията е 12 751.255 km2.
Градът е разположен на десния бряг на едноименната река Мукажаи, приток на река Бранку.

## История
Градът е разположен на мястото на бившата земеделска колония на Мукажаи, основана през 1951 г. с името „Фернанду Коста“ (Colônia Agrícola Fernando Costa).
Общината, в днешните ѝ граници, е създадена по силата на Федерален закон № 7.009, от юли 1982, със земи отделени от щатската столица Боа Виста. Името означава малък кокосов орех (Мукажа – кокосов орех и окончанието и – малък)
По време на първото управление на Жетулиу Варгас, се полагат основите на нова политика за Национална интеграция на Амазония, търсейки разширяване на новоколонизираните земи, с цел да запази своя суверенитет.
През този период е създадена, по силата на Декрет – Закон № 5.812, Федералната територия Риу Бранку (днес щата Рорайма), след отделянето му от Амазонас, на 13 септември 1943 г.

## География
По-важни селища са:
- Апиау
- Тамандаре
- Самаума
- Кашоейриня

Свързан е с щатската столица Боа Виста, на 51 km посредством междущатската магистрала BR-174. Граничи с общините Алту Алегри на север, с Боа Виста и Канта на изток, и с Ирасема на юг и запад.

## Икономика
Икономиката се основава на селското стопанство и минното дело. Произвеждат се ориз, дървесина, ананас, папая, мляко, царевица и др.

## Инфраструктура
Образование
Общината разполага с 38 училища за основно и 1 за средно образование.
Здравеопазване
На територията на Мукажаи има една държавна болница с капацитет от 22 легла, както и няколко по-малки здравни заведения във вътрешността на общината.
Други
Разполага със система за разпределение на вода, електроенергия, пощенска станция, телефонна мрежа и др.
Има и две летища в общината: едно в индианския резерват „Паапиу“ и друго в градската част (и двете нелицензирани).